# Antanas Kulakauskas
Antanas Kulakauskas (ur. 30 kwietnia 1952 we wsi Laumakė, rejon ignaliński) – litewski historyk, politolog i publicysta, komentator polityczny.

## Życiorys
W latach 1970–1975 studiował na Wydziale Historycznym Uniwersytetu Wileńskiego, a w latach 1978–1981 odbył aspiranturę na Uniwersytecie Leningradzkim. W 1993 uzyskał stopień doktora nauk historycznych.
Od 1975 do 1978, a następnie od 1982 do 1994 wykładał na Uniwersytecie Wileńskim. Od 1992 jest wykładowcą Uniwersytetu Witolda Wielkiego (VDU) w Kownie. W latach 1994–1996 był również wykładowcą w Instytucie Historii Sztuki Wileńskiej Akademii Sztuk Pięknych, a od 1995 w Instytucie Stosunków Międzynarodowych i Nauk Politycznych Uniwersytetu Wileńskiego. W latach 1997–2000 kierował Katedrą Historii VDU, w latach 2000–2005 Instytutem Nauk Politycznych i Dyplomacji VDU, a od 2005 do 2010 Wydziałem Nauk Politycznych Uniwersytetu Michała Römera w Wilnie.
Od 2006 do 2010 pełnił funkcję prezesa Litewskiego Związku Naukowców, a od 2007 do 2009 przewodniczącego Rady Głównej Szkolnictwa Wyższego. Jest przewodniczącym Rady Ekspertów Ministerstwa Kultury Litwy.
W 2009 otrzymał tytuł doctora honoris causa Uniwersytetu Witolda Wielkiego.
W pracy naukowej zajmuje się tematyką nacjonalizmu i problemów narodowościowych, litewskiego odrodzenia narodowego, w tym roli szkolnictwa, a także bezpieczeństwa narodowego i międzynarodowego, partycypacji politycznej i samorządu terytorialnego. Jest komentatorem bieżących wydarzeń politycznych w mediach litewskich.

## Wybrane publikacje
- Carų valdžioje. XIX amžiaus Lietuva, Wilno 1996 (wsp. z Egidijusem Aleksandravičiusem, wyd. pol.: Pod władzą carów. Litwa w XIX wieku, Kraków 2003)
- Kova už valstiečių sielas. Caro valdžia, Lietuvos visuomenė ir pradinis švietimas XIX a. viduryje, Kowno 2000